# N260 (België)
De N260 is een gewestweg in België tussen Grimbergen/Vilvoorde (N211a) en Brussel (N277a) waar de weg overgaat in de N260a. De weg heeft een lengte van ongeveer 9 kilometer.
De gehele weg lag direct naast het Zeekanaal Brussel-Schelde. Ten noorden van de Budabrug werd een omleiding voorzien rond de voormalige Marly-terreinen. Door de omleiding is een watergebonden herontwikkeling van de gronden mogelijk.
De gehele weg bestaat uit twee rijstroken in beide rijrichtingen samen.

## N260a
De N260a is een aftakking in het verlengde van de N260. De weg vervolgt de route vanaf de N277a langs het Zeekanaal Brussel-Schelde tot aan de R20a/b. Dit gedeelte van de weg is ongeveer 1,9 kilometer.

## N260b
De N260b is een verbinding tussen de N260a en de N201 via de Redersbrug die het Zeekanaal Brussel-Schelde kruist. Deze weg heeft een lengte van ongeveer 250 meter.